# 九陂镇
九陂镇，是中华人民共和国广东省清远市连州市下辖的一个乡镇级行政单位。

## 行政区划
九陂镇下辖以下地区：
新圩村、岩头村、双塘村、联一村、四联村、白石村、高相村、爱民村、龙岗村、龙潭村、南石塘村、深冲村和新民村。